# Bealanana
 (octobre 2022).
Si vous disposez d'ouvrages ou d'articles de référence ou si vous connaissez des sites web de qualité traitant du thème abordé ici, merci de compléter l'article en donnant les références utiles à sa vérifiabilité et en les liant à la section « Notes et références ».
Bealanana est une commune urbaine située dans la province de Majunga, dans le nord de Madagascar.
La réserve naturelle intégrale de Tsaratanana et le Maromokotra, la montagne la plus élevée de Madagascar avec 2 876 m se situent à 57 km au nord de la ville.

## Géographie
Comme toutes les villes de la haute terre malgache, Bealanana a le même climat que ces régions : saison des pluies de novembre à avril, avec une température moyenne de 15 à 25 degrés. La température minimale varie de 8 à 15 degrés aux alentours du mois de juillet.

### Hydrographie
L'élément principal est le fleuve Sofia (d'où vient le nom de la région), qui y prend naissance. Le Maevarano est un affluent du Sofia.
Au sud de la ville se trouve le grand lac Bedinta (qui se traduit comme beaucoup de sangsues) ; au nord et à l'ouest, il y a de petits lacs.
Au centre de la ville, à l'ouest du mont Mandanitegna, se trouve le lac Matsaborimena.

### Agriculture
Pour la grande île, la production du riz de Bealanana tient la 3e place après l'Aloatra, Marovoay, et ceci malgré l'utilisation de méthodes archaïques. Presque 80 % des cultivateurs vivent de cette production.
La production des oignons, tomates, arachides est assurée par la communauté des sihanaka, qui occupent la région ouest à une distance de 15-20 km de la ville.
Les fruits sont saisonniers comme les mandarines, oranges, ananas, sauf les bananes et goyaves (à l'état sauvage).

## Population
À Bealanana, on parle principalement le tsimihety, mais des sihanaka, qui viennent de l'Aloatra, se sont installés dans la région.

## Activités et loisirs
Il y a une église catholique, un temple protestant, la crete (bâtiment du CSR de la famille Kapoma et salle de réception renommée), une école catholique (NDP :Notre Dame de la Providence) et protestante, une EPP (école primaire publique), un CEG (collège d'enseignement général), un lycée et une dizaine d'institutions privées comme Sambatra, Fanavozantsoa,Tafita, MDF, Elite etc.
Au centre de la ville, se trouve un banjabe (grande place publique) où se déroulent les événements nationaux.
La ville ne dispose pas de rues goudronnées. De juillet à novembre, c'est la saison de la poussière. Pendant la saison des pluies, la boue envahit les rues.